# 시아노르치 FC
시아노르치 푸치보우 클루비(Cianorte Futebol Clube)는 시아노르치라고도 불리며, 2002년 2월 13일에 창단한 브라질 파라나 주 시아노르치를 연고로 하는 축구팀이다. 2018년 현재 전국 4부 리그 캄페오나투 브라질레이루 세리이 D와 연방구 리그 캄페오나투 파라니엔시에 참가하고 있다.
시아노르치 지역에 본래 존재하던 시아노르치 이스포르치 클루비를 대체하기 위해 창단되었다.

## 선수 명단

### 현역
참고: FIFA 자격 규정에 따라 소속된 국가대표팀 국기를 표시합니다. 선수는 복수의 FIFA 비회원국 국적을 가지고 있을 수 있습니다.
| 번호 | 포지션 | 국적 | 이름 |
| ---- | ------ | ---- | ---- |

| 번호 | 포지션 | 국적       | 이름                 |
| ---- | ------ | ---------- | -------------------- |
| -    | FW     | 방글라데시 | 아시프 압둘라        |
| -    | DF     | 방글라데시 | 나즈물 후세인 아콘도 |